# Miller County (Missouri)
Miller County is een county in de Amerikaanse staat Missouri.
De county heeft een landoppervlakte van 1.534 km² en telt 23.564 inwoners (volkstelling 2000). De hoofdplaats is Tuscumbia.